# 普善山庄
普善山莊是上海歷史上收敛路尸的慈善机构。該機構專門負責收購土地用於建設專門埋葬無人認領的尸體的墳墓（义塚），而且下轄收尸車，工作人員會開著收尸車沿街尋找尸體並掩埋。該機構每年會舉辦幾場義演，用來募捐善款。
1914年王骏生、李谷卿等人集资创办普善山庄事务所，總部位於中华新路，意思是「普及善舉」。杜月笙、黃金榮等人一度掛名普善山莊的董事。1920年左右普善山莊购置宝山县180畝土地修建墳場，並將這些墳場起名為普善山庄，同時在新民路設立普善醫院，在彭浦鄉設立義務小學，又在北海路210號設立總辦事處，在南市設立南市分莊，在浦東其昌棧設立浦東分莊。在戈登路、康腦脫路路口設立材棧（棺材店）。
八一三事變時普善山莊主事務所以及新民路普善醫院均被炸毀。該機構在大場購置的墳地被日軍的大場機場征用。普善山莊又在虹橋以及青浦蟠龍鎮租借了一些墓地。中國抗日戰爭勝利後普善山莊在武勝路、大沽路路口設立分部。1954年，普善山莊事務所被上海市民政局接管。普善山莊下轄的墓地基本上都被填平。1956年，中共當局在普善山莊的义塚建設居民住宅區。